# چشتی آلوبرگ
چشتی آلوبرگ (نروژی: Kjersti Alveberg؛ ۲۶ ژوئیهٔ ۱۹۴۸ – ۱۹ اکتبر ۲۰۲۱)، کارگردان فیلم، کارگردان هنری، طراح رقص و رقصنده اهل نروژ بود.